# Дель Пуэйо, Эдуардо
Эдуардо дель Пуэйо (исп. Eduardo del Pueyo; 29 августа 1905 года, Сарагоса — 9 августа 1986 года, Синт-Генезиус-Роде) — испанско-бельгийский пианист и музыкальный педагог.
Сын мебельного фабриканта. Начал учиться музыке в родном городе, в 15 лет дебютировал с местным оркестром. Затем продолжил музыкальное образование в Мадриде, а в середине 1920-х гг. отправился в Париж, где занимался под руководством Мари Яэль и выступал с концертами (в частности, в 1927 г. по случаю столетия со дня смерти Бетховена выступил с Оркестром Ламурё в Театре Елисейских Полей).
С 1935 г. обосновался в Брюсселе. В 1948—1976 гг. преподавал в Брюссельской консерватории, на протяжении многих лет был консультантом фортепианной номинации Конкурса имени королевы Елизаветы. Среди его учеников, в частности, Стивен Де Гроте, Атанас Куртев, Жан-Клод ван ден Эйнден, Джеффри Дуглас Мэдж.
Эдуардо дель Пуэйо оставил ряд записей, в том числе произведения Сезара Франка, Жозефа Йонгена, Энрике Гранадоса.
В Сарагосе имя пианиста носят улица и одна из аудиторий в городской консерватории.